# Elya Baskin
Ilya Zalmanovich Baskin (ryska: Илья Залманович Баскин, Ilja Zalmanovitj Baskin), mer känd som Elya Baskin, född 11 augusti 1950 i Riga i dåvarande Sovjetunionen (nuvarande Lettland), är en lettisk-amerikansk skådespelare, som emigrerade till USA 1976.

## Filmografi i urval
- 1977 – Världens störste älskare
- 1979 – Välkommen Mr. Chance!
- 1979 – Butch och Sundance, superhjältarna
- 1980 – Lyft Titanic
- 1984 – 2010
- 1984 – En ryss i New York
- 1986–1987 – MacGyver (TV-serie) (två avsnitt)
- 1986 – Rosens namn
- 1986 – Streets of Gold
- 1988 – Vice Versa
- 1989 – Roseanne (TV-serie) (ett avsnitt)
- 1989 – Fiender, en berättelse om kärlek
- 1993 – Konsten att göra en kassasuccé
- 1994 – Love Affair
- 1996 – Spy Hard
- 1997 – Air Force One
- 1997 – Austin Powers - hemlig internationell agent
- 1999 – October Sky
- 2000 – Tretton dagar
- 2004 – Spider-Man 2
- 2005 – Vita huset (TV-serie) (ett avsnitt)
- 2007 – Spider-Man 3
- 2009 – Änglar och demoner